# Empire of Vampires
Empire of Vampires reprezintă o compilație promoțională scoasă de formația Transsylvania Phoenix în anul 2004, într-un număr limitat de bucăți (circa 300 de exemplare), special pentru turneul formației care a avut loc în Canada. CD-ul a fost produs de către Kaprock Musikproduction din Germania, masterizarea și grafica aparținându-i lui Josef Kappl. Conține piese extrase de pe albumele SymPhoenix/Timișoara (1992), Aniversare 35 (1997), Vremuri, anii 60... (1998) și În umbra marelui U.R.S.S. (2003). Înregistrările de pe Aniversare 35 ale melodiilor „Strunga” și „Running” sunt incluse pe acest disc în variante integrale pentru prima oară (în 1997 fragmente ale acestor două piese au fost compilate într-un singur track).

## Piese
1. Ciocârlia Aniversare 35 (1997)
2. Strunga Aniversare 35 (1997)
3. Vremuri Vremuri, anii 60... (1998)
4. Canarul Vremuri, anii 60... (1998)
5. Fată verde SymPhoenix/Timișoara (1992)
6. Mugur de fluier SymPhoenix/Timișoara (1992)
7. Andrii Popa Aniversare 35 (1997)
8. Vasiliscul și Aspida Aniversare 35 (1997)
9. Sirena Aniversare 35 (1997)
10. Empire of Vampires Aniversare 35 (1997)
11. Running Aniversare 35 (1997)
12. Would You Follow Me...? Aniversare 35 (1997)
13. Meșterul Manole În umbra marelui U.R.S.S. (2003)
14. Liber În umbra marelui U.R.S.S. (2003)
15. În umbra marelui U.R.S.S. În umbra marelui U.R.S.S. (2003)

Muzică: Nicolae Covaci (2, 5, 6, 10, 11, 12, 13, 14, 15); Moni Bordeianu și Nicu Covaci (3, 4); Mircea Baniciu (7); Josef Kappl (8, 9); tradițional, aranjament Nicolae Covaci (1)

Versuri: Vasile Alecsandri (2, 7); Victor Șuvăgău și Moni Bordeianu (3); Victor Șuvăgău (4); Victor Cârcu (5, 6); Șerban Foarță și Andrei Ujică (8, 9); Tom Buggie (10); Paul Jellis (11); John Kirkbride (12); text popular (13); Nicolae Covaci (14, 15)
Observație: Pe coperta albumului, piesa „Strunga” (2) este trecută ca având text popular, însă de fapt textul aparține poetului Vasile Alecsandri (1844). Moni Bordeianu nu este amintit ca fiind coautor al versurilor piesei „Vremuri” (3).